# Мезекерестеш
Мезекерестеш (мађ. Mezőkeresztes) је историјски град у северној Мађарској, у жупанији Боршод-Абауј-Земплен (Borsod-Abaúj-Zemplén). Удаљен је 35 километара од Мишколца, главног града регије.

## Локација
Налази се 35 km (22 mi) јужно од седишта округа Мишколц. Може се доћи аутомобилом на аутопуту М3. Железничка станица Мезокерестеш–Мезоњарад је 3,1 km (2 mi) удаљена од самог града, према Мезењараду.

## Историја
Подручје око њега било је насељено још од Велике сеобе народа. У 14. веку припадао је имању Диошђера. Краљ Ладислав V је Мезекерестешу дао статус трговишта.
Године 1596. дошло је до велике битке код Мезекерестеша, где је Мехмед III, султан Османског царства, победио Хабзбуршке и Трансилванијске снаге. Током битке султана је требало одвратити од бекства са поља на половини битке.
Након завршетка отоманске ере, град је напредовао, али је у 19. веку изгубио на значају и постао село.
1950. године у близини су пронађени извори нафте; експлоатисане су до 1980-их.
Мезокерестеш је поново добио статус града 1. јула 2009. године.

## Етничке групе
97% становништва насеља су Мађари, 3% су Роми.
| Година | Становништво |
| ------ | ------------ |
| 1930.  | 5.517        |
| 1941.  | 5.622        |
| 1949.  | 5.391        |
| 1960.  | 5.443        |
| 1970.  | 4.861        |
| 1980.  | 4.674        |
| 1990.  | 4.510        |
| 2001.  | 4.192        |
| 2010.  | 4.220        |